# Chen Yanhao
Chen Yanhao, född 2 januari 1972, är en friidrottare från Kina. Han deltog vid olympiska sommarspelen 1996.